# Che-kuei
Che-kuei, net de Tardu, fou kan dels turcs occidentals. Va succeir al seu pare (després d'algunes lluites) a la part occidental del kanat dels turcs occidentals el 603. Aliat generalment de la Xina, hi va romandre fidel fins al final. El 604 es va imposar a altres rivals menys a Tchu-lo, que finalment va passar a servei de la Xina el 611 i va deixar el poder poc després. Vers el 612 se li van sotmetre els sir tarduch del Kobdo i l'Altai. Va residir a l'estiu a Tekes, a l'alt Yulduz. Va regnar fins al 618 i el va succeir el seu germà T'ong Che-hu (Tun Yabghu Khan).